# Platano (frutto)

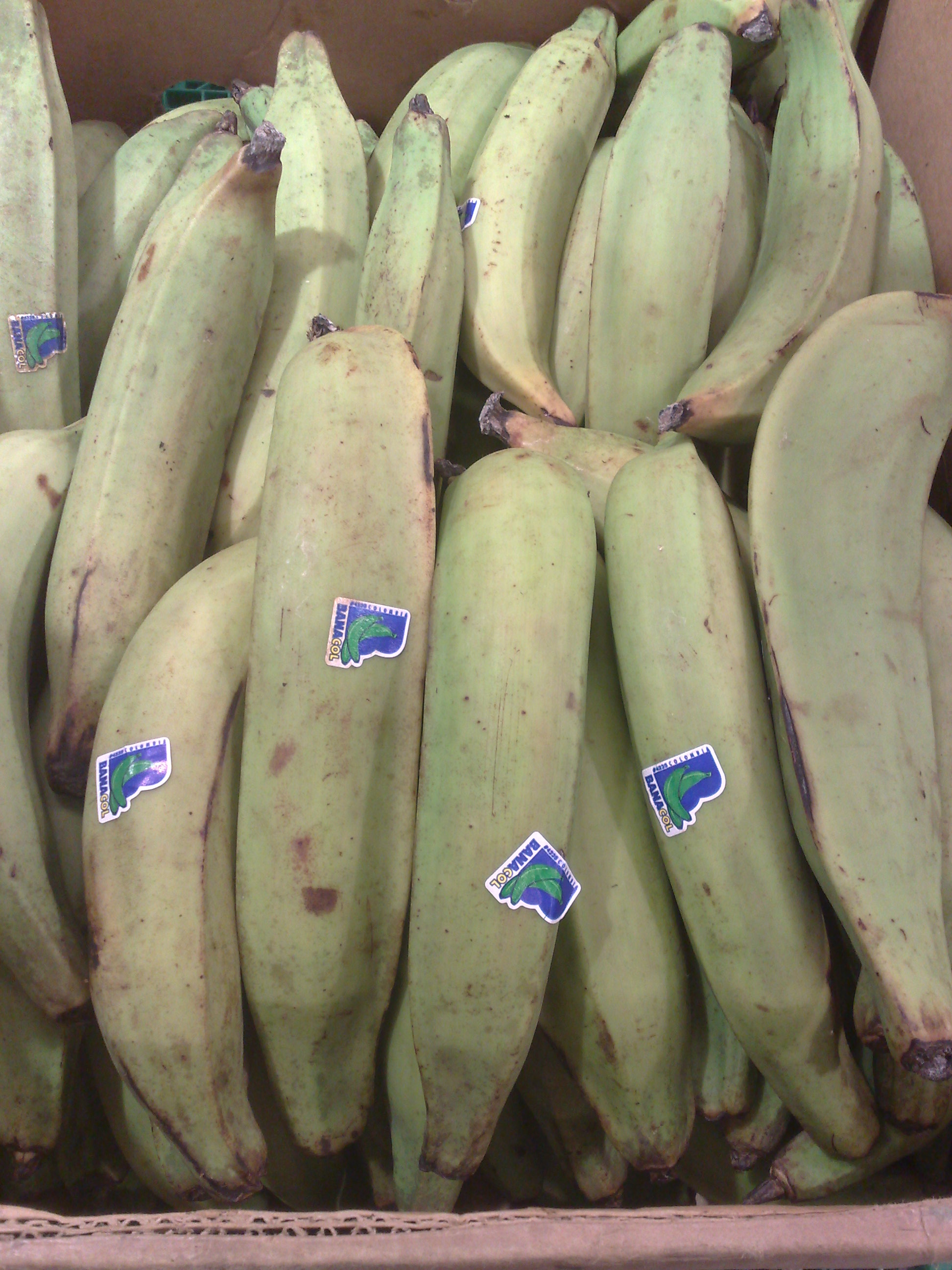
Platani in commercio

I plàtani sono frutti prodotti dalle cultivar di banana appartenenti al genere Musa, M. acuminata e M. balbisiana. In Sudamerica viene fatta distinzione tra banane e platani. In Italia, generalmente i platani che si trovano in commercio sono le varietà di banane da consumare cotte e non fresche; vengono anche chiamate banane da cottura.
La cottura ha un'origine più dettata dalle usanze che non dalla necessità. I platani maturi possono essere mangiati direttamente in quanto l'amido contenuto si converte in zucchero durante la maturazione.
I platani contengono più amido e meno zucchero delle banane da dessert, per questo vengono comunemente consumate previa cottura o dopo aver subito un processo di lavorazione alimentare. Se ancora verdi sono sempre cotte o fritte prima di essere mangiate. Quando sono verdi (non mature) la polpa è molto compatta e la buccia è così dura da dover essere rimossa solamente con l'aiuto di un coltello.

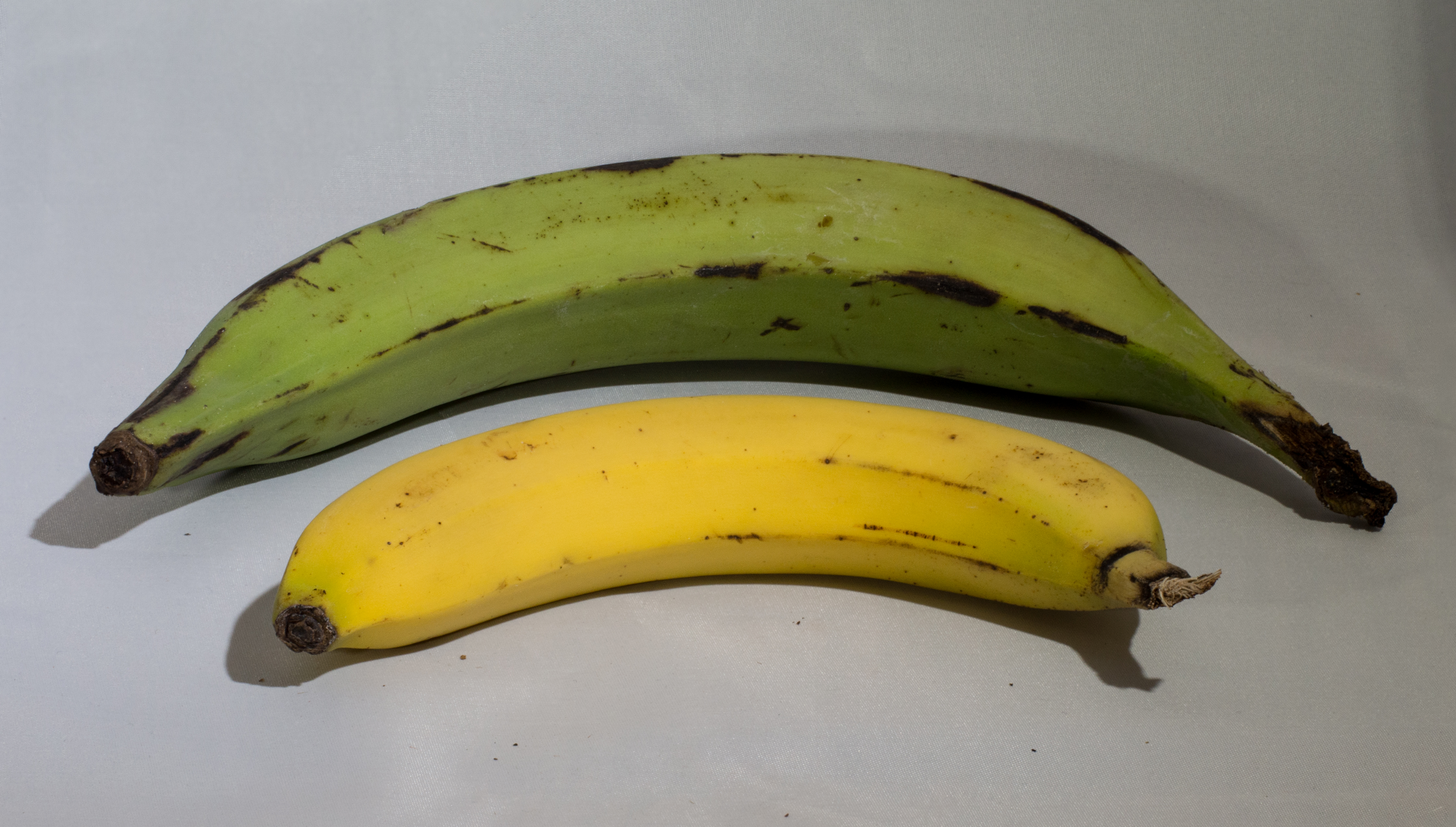
Un platano (verde) e una banana comune (gialla)

I platani con la colorazione da gialla a nera possono anche essere impiegati per preparare piatti dolci. Platani cotti al vapore sono considerati molto nutrienti.
I platani sono considerati un alimento di base nelle regioni tropicali, sono classificate come il decimo alimento di base più importante nel mondo. Allo stesso modo degli altri alimenti di base, sono trattati come le patate e altri alimenti dal sapore e dalla consistenza neutri, in quanto il frutto non maturo viene cotto al vapore, bollito o fritto.

## Platano fritto

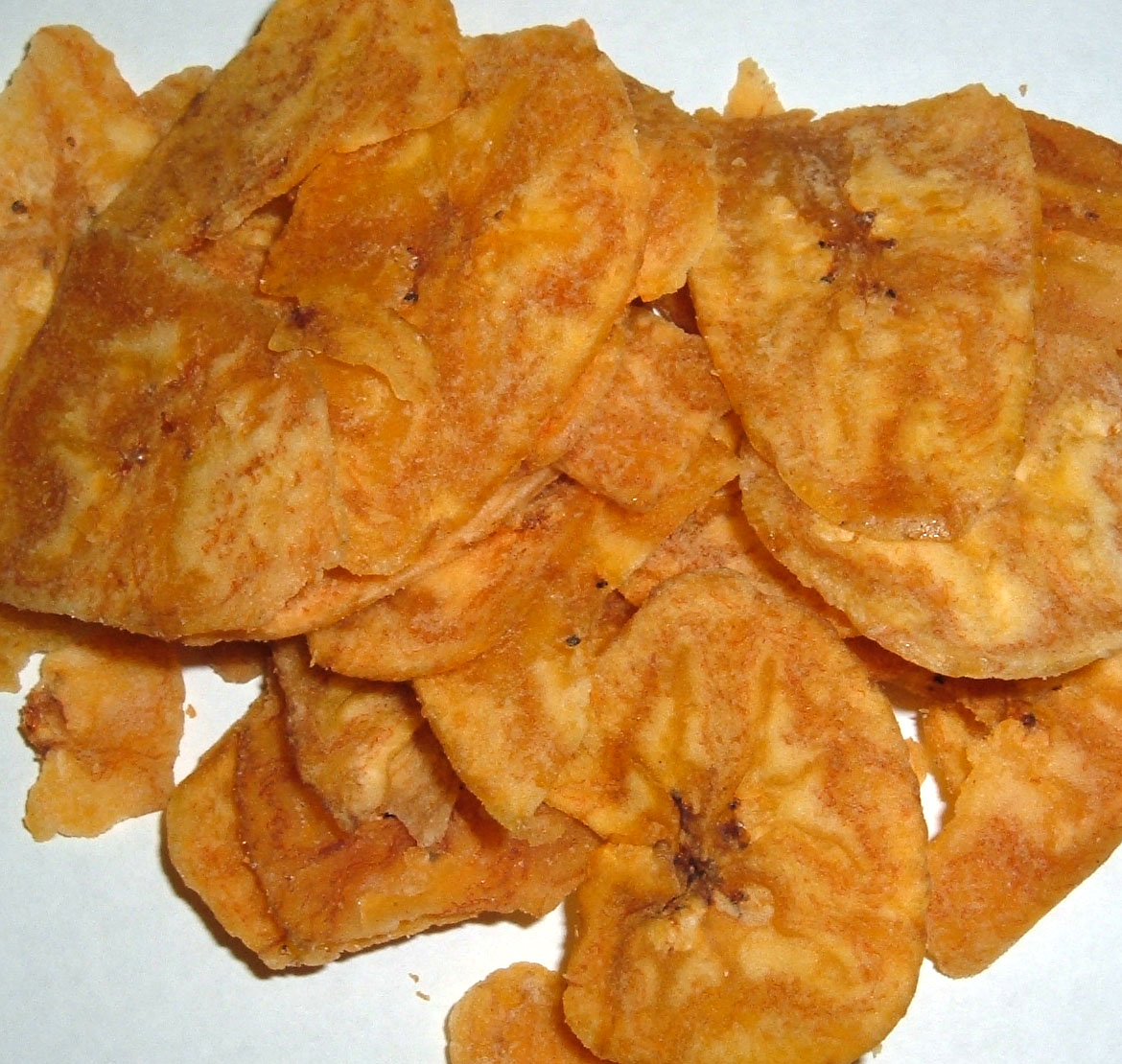
Patatine di platano

Dopo la rimozione della buccia, i platani acerbi possono essere affettati e fritti in immersione d'olio. In questa forma fritta i platani vengono chiamati tostones, patacones o plataninas (in alcune regioni del Centro e Sud America), platanutres (Porto Rico), mariquitas o chicharritas (Cuba), chifles (Ecuador e Perù) e tostones (Cuba, Repubblica Dominicana, Guatemala, Venezuela).
In Nigeria, sono chiamati plantain chips o pekere. 
Nel Kerala (Sud-est dell'India) vengono fritte nell'olio di cocco e aggiunte di sale e sono chiamate upperi o kaya varuthathu. La produzione delle patatine di banane da cottura è inoltre un'importante produzione industriale locale.
Nell'Honduras sono chiamate tajadas e se vengono prodotte a partire dal frutto più dolce della banana vengono chiamate allora banana chip.
Le patatine di platano sono uno snack molto popolare anche in Camerun, Togo, Giamaica, Ghana, Nigeria, El Salvador, Haiti, Guyana, Peru e Stati Uniti.

## Produzioni mondiali rilevanti
| Posizione | Paese                            | Quantità (migliaia di t) |
| --------- | -------------------------------- | ------------------------ |
| 1         | Uganda                           | 10 547                   |
| 2         | Ghana                            | 3 620                    |
| 3         | Camerun                          | 3 400                    |
| 4         | Ruanda                           | 3 036                    |
| 5         | Colombia                         | 2 957                    |
| 6         | Nigeria                          | 2 700                    |
| 7         | Perù                             | 1 968                    |
| 8         | Costa d'Avorio                   | 1 559                    |
| 9         | Repubblica democratica del Congo | 1 552                    |
| 10        | Myanmar                          | 950                      |
|           | Produzione mondiale              | 38 901                   |

## Valori nutrizionali
Valori nutrizionali per 100 grammi di prodotto di alcuni alimenti di base.
| Nutriente                 | Platano | Patata | Riso bianco |
| ------------------------- | ------- | ------ | ----------- |
| Acqua (g)                 | 65      | 79     | 12          |
| Energia (kJ)              | 511     | 322    | 1528        |
| Proteine (g)              | 1,3     | 2,0    | 7,1         |
| Grassi (g)                | 0,37    | 0,09   | 0,66        |
| Carboidrati (g)           | 32      | 17     | 80          |
| Fibra (g)                 | 2,3     | 2,2    | 1,3         |
| Zuccheri (g)              | 15      | 0,78   | 0,12        |
| Calcio (mg)               | 3       | 12     | 28          |
| Ferro (mg)                | 0,6     | 0,78   | 0,8         |
| Magnesio (mg)             | 37      | 23     | 25          |
| Fosforo (mg)              | 34      | 57     | 115         |
| Potassio (mg)             | 499     | 421    | 115         |
| Sodio (mg)                | 4       | 6      | 5           |
| Zinco (mg)                | 0,14    | 0,29   | 1,09        |
| Rame (mg)                 | 0,08    | 0,11   | 0,22        |
| Manganese (mg)            | -       | 0,15   | 1,09        |
| Selenio (mg)              | 1,5     | 0,3    | 15,1        |
| Vitamina C (mg)           | 18,4    | 19,7   | 0           |
| Tiamina B1 (mg)           | 0,05    | 0,08   | 0,07        |
| Riboflavina B2 (mg)       | 0,05    | 0,03   | 0,05        |
| Niacina B3 (mg)           | 0,69    | 1,05   | 1,6         |
| Acido pantoenico B5 (mg)  | 0,26    | 0,3    | 1,01        |
| Vitamina B6 (mg)          | 0,3     | 0,3    | 0,16        |
| Acido folico B9 (ug)      | 22      | 16     | 8           |
| Vitamina A (IU)           | 1127    | 2      | 0           |
| Vitamina E (mg)           | 0,14    | 0,01   | 0,11        |
| Vitamina K1 (ug)          | 0,7     | 1,9    | 0,1         |
| Beta-carotene (ug)        | 457     | 1      | 0           |
| Luteina e zeaxantina (ug) | 30      | 8      | 0           |
| Grassi saturi (g)         | 0,14    | 0,03   | 0,18        |
| Grassi monoinsaturi (g)   | 0,03    | 0,00   | 0,21        |
| Grassi polinsaturi (g)    | 0,07    | 0,04   | 0,18        |